# Gornji Smrtići
Gornji Smrtići (cyr. Горњи Смртићи) – wieś w Bośni i Hercegowinie, w Republice Serbskiej, w gminie Prnjavor. W 2013 roku liczyła 1084 mieszkańców.